# Prioriterade utfall
Prioriterade utfall (engelska: Core Outcome Set), innebär att man för en sjukdom, ett tillstånd, eller ibland en specifik behandling, låter personer med tillståndet, anhöriga, profession och forskare gemensamt komma överens om ett begränsat antal utfall med särskilt central betydelse. De överenskomna utfallen som prioriteras fram bör sedan, som ett minimum, mätas och rapporteras i alla kliniska studier för detta specifika tillstånd. Genom att utveckla och implementera prioriterade utfall är målsättningen att studier lättare ska kunna jämföras och resultaten vägas samman. Prioriterade utfall tas vanligen fram genom en systematisk genomgång av alla utfall som används inom området vilka därefter prioriteras med hjälp av en konsensus process. 
Den brittiska organisationen Core Outcome Measures in Effectiveness Trials (COMET) Initiative har tagit fram en metodbok för processen att ta fram prioriterade utfall och tillhandahåller en databas över publicerade och pågående projekt. Den nederländska organisationen COnsensus-based Standards for the selection of health Measurement INstruments (COSMIN) tillhandahåller manualer för hur man prioriterar vilka instrument som ska användas för att mäta de prioriterade utfallen samt en databas över systematiska översikter som utvärderar psykometriska egenskaper av olika instrument.